# Signo de malignidad de Trousseau
El signo de Trousseau de malignidad es un signo médico que se encuentra en ciertos tipos de cáncer que se asocia con la trombosis venosa y la hipercoagulabilidad. También se le conoce como síndrome de Trousseau y es distinto del signo de Trousseau de tetania que se da en la hipocalcemia.

## Historia
Armand Trousseau describió por primera vez este hallazgo en la década de 1860. Posteriormente encontró el signo en sí mismo, descubriéndose un cáncer pancreático muriendo al poco tiempo después.

## Fisiopatología
Algunas neoplasias malignas, en especial los adenocarcinomas de páncreas y pulmón, están asociados a estados de hipercoagubilidad (la tendencia a formar trombos en el sistema circulatorio) debido a múltiples factores, entre los cuales destaca la presencia del aumento de factores de crecimiento, hiperviscocidad y sustancias liberadas del mismo tumor.
En esta situación la sangre de forma espontánea puede formar coágulos en los vasos portales, las venas profundas de las extremidades, o las venas superficiales de cualquier parte del cuerpo. Estos coágulos se presentan como forma visible con los vasos sanguíneos inflamados (vasculitis), especialmente en las venas, o como un dolor intermitente en las zonas afectadas. El fenómeno patológico de formación de coágulos, la resolución y reaparición después en otras partes del cuerpo ha sido nombrado tromboflebitis migrans o tromboflebitis migratoria.